# Lijst van oorlogsmonumenten in Berg en Dal
De Nederlandse gemeente Berg en Dal heeft 31 oorlogsmonumenten. Hieronder een overzicht.
| Nr.  | Object                                           | Herdachte groep                                                                              | Ontwerper                       | Onthulling        | Type               | Locatie                                              | Plaats                | Coördinaten                   | Foto                                             |
| ---- | ------------------------------------------------ | -------------------------------------------------------------------------------------------- | ------------------------------- | ----------------- | ------------------ | ---------------------------------------------------- | --------------------- | ----------------------------- | ------------------------------------------------ |
| 1030 | Indië-monument                                   | militairen in dienst van het Ned. Kon. na 1945                                               |                                 | 19 december 2001  | plaquette          | Dorpsplein 1, 6562 LG                                | Groesbeek             | 51° 46' 38" NB, 5° 55' 57" OL |                                                  |
| 1031 | Bevrijdingsmonument                              | geallieerde militairen                                                                       |                                 | 17 september 1996 | plaquette          | Dorpsplein 1, 6562 LG                                | Groesbeek             | 51° 46' 38" NB, 5° 55' 57" OL |                                                  |
| 1032 | Monument voor Nederlandse Militairen             | militairen in dienst van het Ned. Kon. 1940-1945                                             | N.V. Bosma en Florack           |                   | plaquette          | Goddelijk Hart van Jezuskerk, Ketelstraat 1, 6562 LG | De Horst              | 51° 46' 27" NB, 5° 58' 15" OL | Monument voor Nederlandse Militairen             |
| 1033 | Monument voor W.P.J. Cillessen                   | militairen in dienst van het Ned. Kon. na 1945                                               | N.V. Bosma en Florack           |                   | plaquette          | Pannenstraat, 6562 DA                                | Groesbeek             | 51° 46' 28" NB, 5° 55' 58" OL |                                                  |
| 1034 | Monument voor Oorlogsslachtoffers                | allen                                                                                        |                                 | 17 september 1996 | plaquette          | Dorpsplein 1, 6562 LG                                | Groesbeek             | 51° 46' 38" NB, 5° 55' 57" OL |                                                  |
| 1107 | Evacuatie                                        | overig                                                                                       | Greet Norp-Nieuwhof             |                   | beeld/sculptuur    | Mooksebaan 23, 6562 ZR                               | Groesbeek             | 51° 46' 27" NB, 5° 55' 46" OL | Evacuatie                                        |
| 1388 | Canadian War Cemetery                            | geallieerde militairen                                                                       |                                 | 4 mei 1947        | begraafplaats/graf | Zevenheuvelenweg, 6561 ER                            | Groesbeek             | 51° 47' 20" NB, 5° 55' 58" OL | Meer afbeeldingen                                |
| 1390 | 53rd Welsh Infantry Division monument            | geallieerde militairen                                                                       |                                 |                   | overig             | Wylerbaan 4, 6561 KR                                 | Groesbeek             | 51° 47' 11" NB, 5° 56' 12" OL |                                                  |
| 1398 | Monument voor Anthony M. Stefanich               | geallieerde militairen                                                                       | Niel Steenbergen (1911-1997)    | 13 juni 1979      | reliëf             | Sint Antoniusweg 2, 6562 GM                          | Breedeweg             | 51° 45' 31" NB, 5° 56' 33" OL | Meer afbeeldingen                                |
| 1399 | Airborne-monument                                | algemeen, geallieerde militairen                                                             | Charles Hammes                  | 17 september 1954 | reliëf             | Hotel Sionshof, Nijmeegse Baan 53, 6564 CC           | Heilig Landstichting  | 51° 48' 48" NB, 5° 53' 8" OL  | Meer afbeeldingen                                |
| 1400 | Nationaal Bevrijdingsmuseum 1944-1945            | geallieerde militairen                                                                       | A. Croonen                      | 7 mei 1987        | overig             | Wylerbaan 4, 6561 KR                                 | Groesbeek             | 51° 47' 11" NB, 5° 56' 12" OL |                                                  |
| 1405 | Generaal Gavin-monument                          | geallieerde militairen                                                                       | Cees Hectors                    | 5 mei 1995        | overig             | Generaal Gavinstraat 2, 6562 MG                      | Groesbeek             | 51° 46' 3" NB, 5° 56' 17" OL  | Generaal Gavin-monument                          |
| 1406 | Monument aan de Wylerbaan                        | geallieerde militairen                                                                       | Cees Hectors en G. Thuring      | 16 september 1990 | zuil               | Wylerbaan, 6561 KN                                   | Groesbeek             | 51° 47' 43" NB, 5° 57' 0" OL  |                                                  |
| 1407 | Pegasus-monument aan de Koningin Wilhelminaweg   | geallieerde militairen                                                                       | Teun van Grinsven en G.Thuring  | 16 september 1990 | gedenksteen        | Koningin Wilhelminaweg 7-9, 6562 KX                  | Breedeweg             | 51° 45' 48" NB, 5° 56' 33" OL | Meer afbeeldingen                                |
| 1408 | Monument langs Klein Amerika                     | geallieerde militairen                                                                       | Teun van Grinsven en G. Thuring | 16 september 1990 | gedenksteen        | Klein Amerika, 6562 KC                               | Groesbeek             | 51° 45' 22" NB, 5° 55' 31" OL | Meer afbeeldingen                                |
| 1409 | Herdenkingskapel                                 | verzet Nederland                                                                             |                                 |                   | kapel              | Mgr. Suysplein, 6564 BP                              | Heilig Landstichting  | 51° 49' 2" NB, 5° 53' 24" OL  |                                                  |
| 1414 | Monument bij de Sint-Jansberg                    | geallieerde militairen                                                                       | H. van den Hoogen               | 17 september 1977 | plaquette          | Sint-Jansberg 1, 6562 KD                             | Groesbeek             | 51° 44' 54" NB, 5° 56' 24" OL |                                                  |
| 1422 | Monument aan de Gooiseweg                        | algemeen, geallieerde militairen, overig                                                     | Joep de Bekker                  | 18 september 1969 | beeld/sculptuur    | Gooiseweg, 6562 BH                                   | Groesbeek             | 51° 46' 27" NB, 5° 56' 13" OL |                                                  |
| 1425 | Monument 1940-1945                               | vervolgden Nederland, burgerslachtoffers                                                     | P.J.W. Leenders                 | 5 mei 1955        | zuil               | Clarenbeekseweg/Bosweg/Zevenheuvelenweg, 6571 CD     | Berg en Dal           | 51° 49' 5" NB, 5° 55' 21" OL  | Meer afbeeldingen                                |
| 1431 | Sherwood Rangers-monument                        | geallieerde militairen                                                                       |                                 | 7 mei 1988        | overig             | Wylerbaan 4, 6561 KR                                 | Groesbeek             | 51° 47' 11" NB, 5° 56' 12" OL | Meer afbeeldingen                                |
| 1643 | Oorlogsmonument                                  | geallieerde militairen, militairen in dienst van het Ned. Kon. 1940-1945, burgerslachtoffers | Rien Gesthuizen                 | 29 november 1959  | overig             | Heerbaan 115, 6566 EG                                | Millingen aan de Rijn | 51° 51' 49" NB, 6° 2' 50" OL  | Meer afbeeldingen                                |
| 1915 | Herdenkingsmonument Militaire Slachtoffers Leuth | militairen in dienst van het Ned. Kon. 1940-1945                                             |                                 | 26 oktober 1952   | zuil               | Kerkplein, 6578 AN                                   | Leuth                 | 51° 50' 17" NB, 5° 59' 38" OL | Herdenkingsmonument Militaire Slachtoffers Leuth |
| 1918 | Herinneringsmonument Burgerslachtoffers WOII     | algemeen, burgerslachtoffers                                                                 |                                 | 4 mei 1995        | gedenksteen        | Kerkplein, 6578 AN                                   | Leuth                 | 51° 50' 17" NB, 5° 59' 38" OL | Herinneringsmonument Burgerslachtoffers WOII     |
| 1919 | Monument 1940-1945                               | militairen in dienst van het Ned. Kon. 1940-1945, burgerslachtoffers, verzet Nederland       | Jac Maris                       | 18 mei 1948       | gedenksteen        | Kerkdijk 24, 6576 CE                                 | Ooij                  | 51° 51' 14" NB, 5° 56' 21" OL | Meer afbeeldingen                                |
| 1921 | Oorlogsmonument                                  | burgerslachtoffers, vervolgden Nederland                                                     | Peter Arts (geb: 1943)          | 4 mei 1995        | gedenkmuur         | Verbindingsweg, 6573 BS                              | Beek                  | 51° 49' 48" NB, 5° 55' 20" OL | Oorlogsmonument                                  |
| 1922 | Bevrijdingsmonument                              | geallieerde militairen                                                                       | H.J. Güse (1913-1988)           | 17 september 1981 | zuil               | Verbindingsweg, 6573 BS                              | Beek                  | 51° 49' 48" NB, 5° 55' 20" OL | Bevrijdingsmonument                              |
| 2376 | Gedenkpark Canada-Nederland                      | algemeen, geallieerde militairen                                                             | Albert van Eer (LNV)            | 5 mei 1998        | overig             | Wylerbaan, 6561 KN                                   | Groesbeek             | 51° 47' 43" NB, 5° 57' 1" OL  | Gedenkpark Canada-Nederland                      |
| 2713 | Monument bij de Zuidmolen                        | geallieerde militairen                                                                       | George Blackburn                | 7 mei 2005        | plaquette          | Herwendaalseweg 1, 6562 AG                           | Groesbeek             | 51° 46' 24" NB, 5° 56' 1" OL  | Monument bij de Zuidmolen                        |
| 2765 | Plaquette voor C. Prager                         | geallieerde militairen                                                                       |                                 | 10 december 2005  | plaquette          | Ashorst 24, 6562 KV                                  | Groesbeek             | 51° 45' 50" NB, 5° 57' 34" OL |                                                  |
| 2843 | Monument aan de Waldgraaf                        | geallieerde militairen                                                                       |                                 | 17 september 2006 | plaquette          | Waldgraaf 8, 6561 KT                                 | Groesbeek             | 51° 48' 17" NB, 5° 57' 27" OL |                                                  |
| 3448 | Oorlogsmonument op de watertoren                 | J.Th. Arts, employé waterbedrijf                                                             |                                 |                   | beeld/sculptuur    | Watertorenweg 13A                                    | Berg en Dal           | 51° 49' 4" NB, 5° 55' 3" OL   | Oorlogsmonument op de watertoren                 |

Aalten ·
Apeldoorn ·
Arnhem ·
Barneveld ·
Berg en Dal ·
Berkelland ·
Beuningen ·
Bronckhorst ·
Brummen ·
Buren ·
Culemborg ·
Doesburg ·
Doetinchem ·
Druten ·
Duiven ·
Ede ·
Elburg ·
Epe ·
Ermelo ·
Harderwijk ·
Hattem ·
Heerde ·
Heumen ·
Lingewaard ·
Lochem ·
Maasdriel ·
Montferland ·
Neder-Betuwe ·
Nijkerk ·
Nijmegen ·
Nunspeet ·
Oldebroek ·
Oost Gelre ·
Oude IJsselstreek ·
Overbetuwe ·
Putten ·
Renkum ·
Rheden ·
Rozendaal ·
Scherpenzeel ·
Tiel ·
Voorst ·
Wageningen ·
West Betuwe ·
West Maas en Waal ·
Westervoort ·
Wijchen ·
Winterswijk ·
Zaltbommel ·
Zevenaar ·
Zutphen